# Nicopolis ad Istrum
Nicopolis ad Istrum (Νικόπολις η προς Ίστρον, bulgariska: Никополис ад Иструм) är en fornlämning i Bulgarien efter en romersk och tidig bysantinsk stad grundad av kejsare Trajanus omkring 101–106, där floderna Iatrus (Jantra) och Rositsa möts, till minne av hans seger över dakerna. Dess ruiner ligger vid byn Nikjup, 20 km norr om Veliko Tărnovo i norra Bulgarien. Staden nådde sin höjdpunkt under Trajanus, Hadrianus och några efterträdare.

## Historia
Den klassiska staden planerades enligt ett ortogonalt system. Gatunätverket, stadens forum omgivet av joniska kolonner och många byggnader, ett två-skeppigt rum senare ombyggd till en basilika och andra allmänna byggnader har avtäckts. Den rika arkitekturen och skulpturerna visar en likhet med de i forntidens städer i Mindre Asien. Nicopolis ad Istrum hade egna mynt, som bär bilderna av deras egna allmänna byggnader.
År 447 förstördes staden av Attilas hunner. Möjligen hade den redan övergivits före början av 400-talet. Under 500-talet byggdes staden om till en mäktig fästning omslutande aningen mer än militära byggnader och kyrkor, som följde en väldigt vanlig trend för städerna under detta århundrade i Donauområdet. Det största området av omfattande ruiner (21,55 ha) i det klassiska Nicopolis kom inte i bruk då fortet endast täckte en fjärdedel av området (5,75 ha), i det sydöstra hörnet. Staden blev biskopssäte i början av den bysantinska eran men förstördes slutligen av avarernas invasioner i slutet av 500-talet. En bulgarisk medeltida bosättning växte senare upp ovanpå stadens ruiner (mellan 900- och 1300-talet).
Nicopolis ad Istrum kan sägas ha varit de germanska litterära traditionernas födelseplats. På 300-talet lyckades den gotiske biskopen, missionären och översättaren Wulfila få kejsar Konstantin II:s tillstånd att immigrera med sin skara konvertiter till Moesia och slå sig ner nära Nicopolis ad Istrum år 347–348. Där uppfann han det gotiska alfabetet och översatte Bibeln från grekiska till gotiska.

## Förslag till världsarv
Nicopolis ad Istrum blev 1 oktober 1984 uppsatt på Bulgariens lista över förslag till världsarv, den så kallade "tentativa listan".

## Galleri

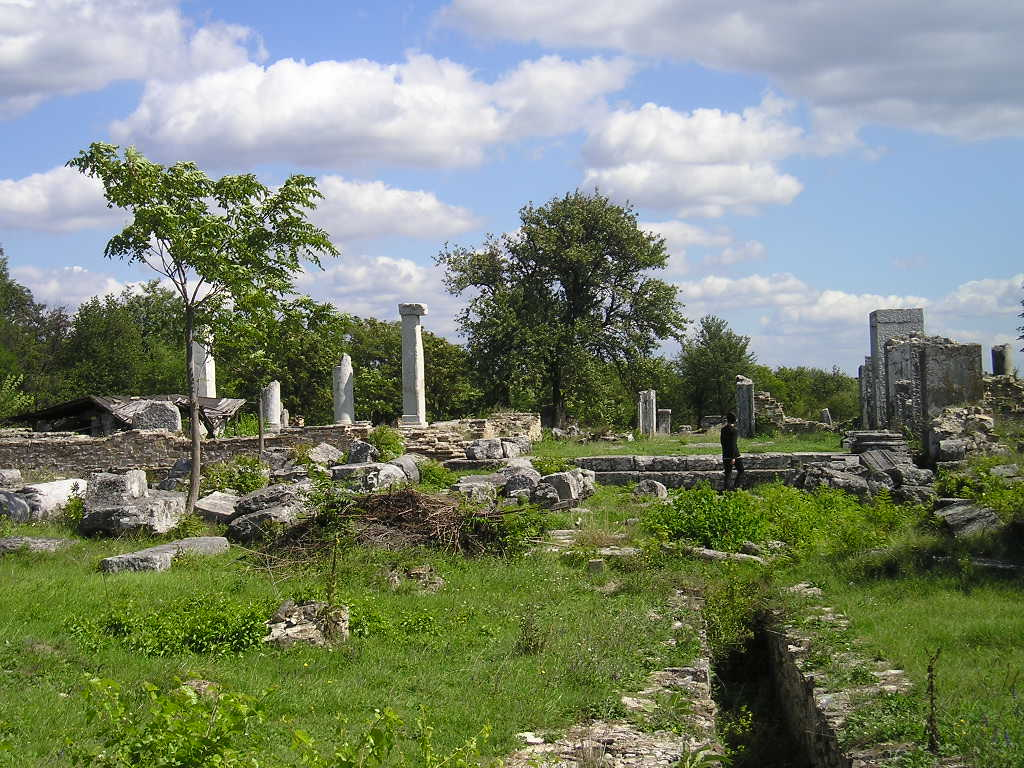
Vy över ruinerna efter Nicopolis ad Istrum
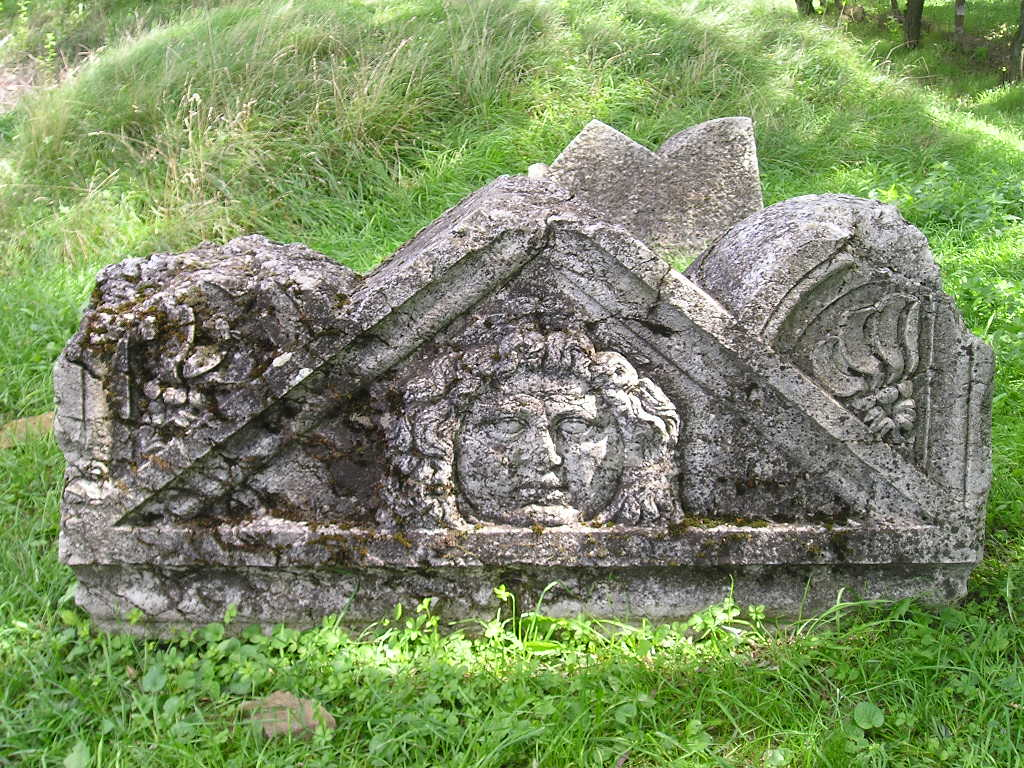
Ett prydnadsgavel med en reliefbild
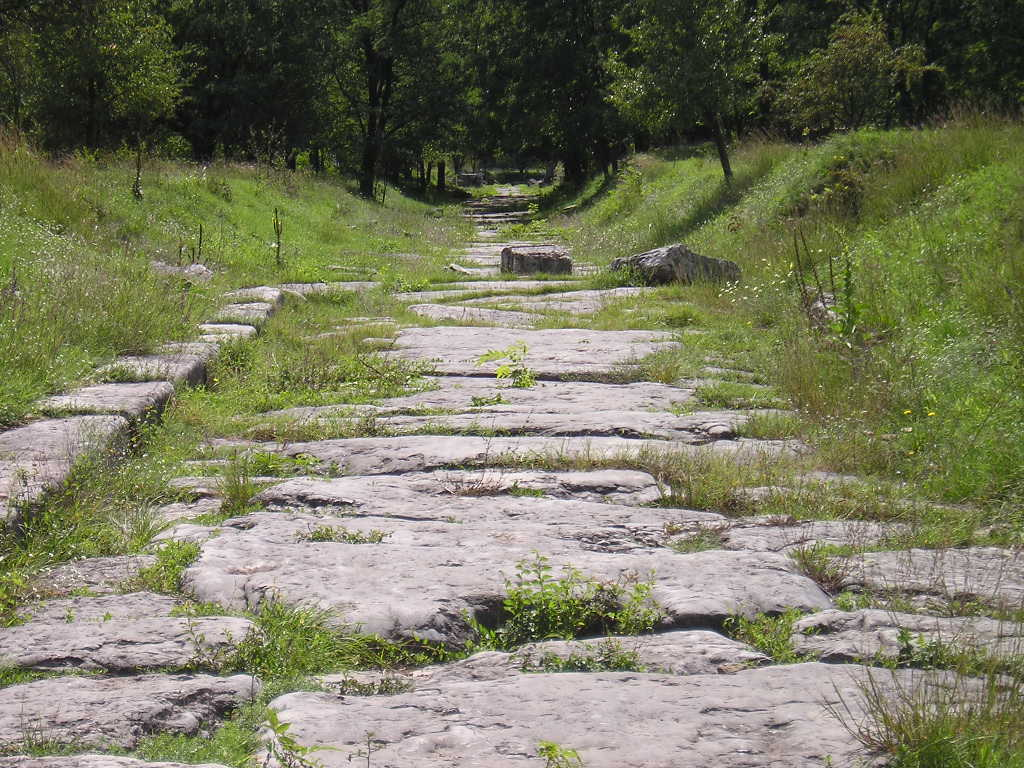
En romersk gata, en av stadens huvudgata i nord-sydlig riktning
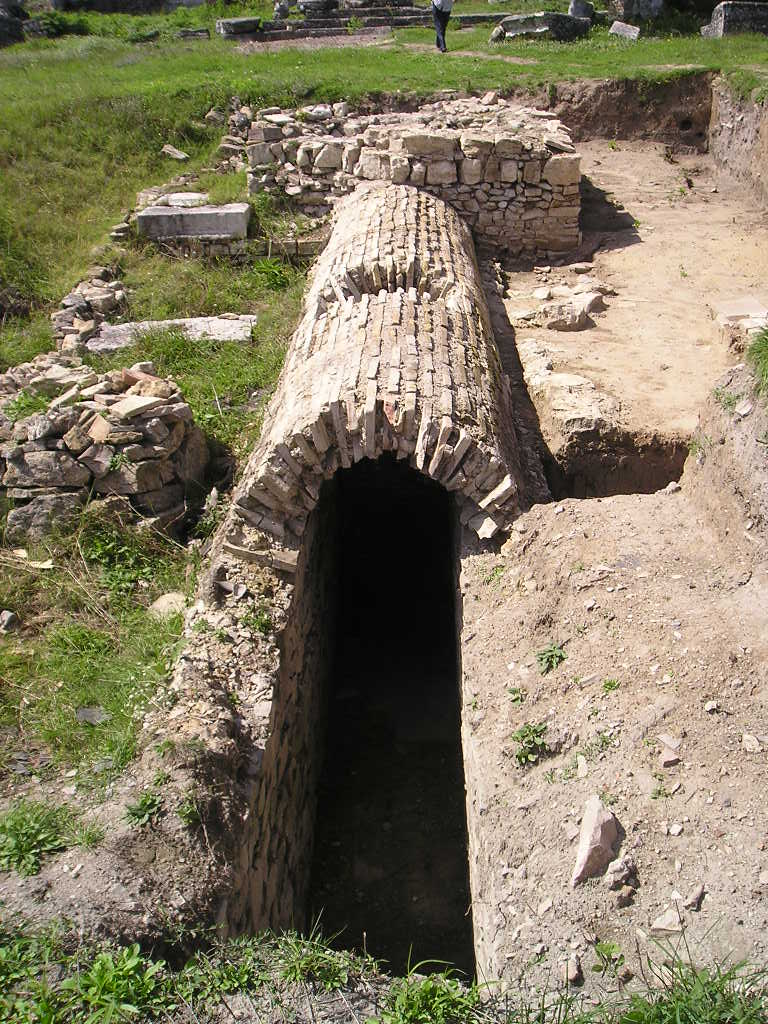
Stadens avloppsledningar